# Pavel Giroud

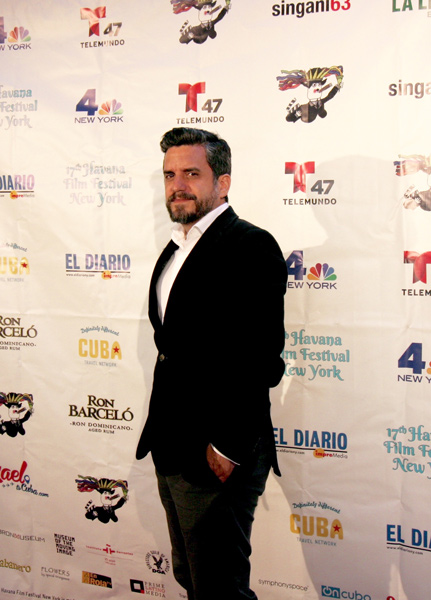
Pavel Giroud beim Havana Film Festival New York 2016

Pavel Giroud (* 1972) ist ein kubanischer Filmregisseur, Drehbuchautor und Filmeditor.

## Karriere
Giroud studierte Design und schloss 1994 sein Studium am Instituto Superior de Diseño (Hochschule für Design) ab.
Er arbeitete für kurze Zeit als Designer und Art Director für Filme und Theaterstücke. Anschließend begann er zu malen, wobei er sich auf grundlegende Techniken konzentrierte und Videos in seine Arbeit integrierte, bevor er seine ersten Kurzfilme drehte, in denen er seine Freunde als Schauspieler einsetzte.
Giroud verfilmt fast ausschließlich selbst geschriebene Drehbücher, bis er das Drehbuch für den Film La Edad de la peseta las, das vom jungen Drehbuchautor Arturo Infante geschrieben wurde. Laut Giroud sah er ursprünglich keine Möglichkeit, sich als Regisseur in diesem Drehbuch zu verwirklichen, aber nahm es nach einiger Zeit dennoch an. Er stellte La Edad de la peseta 2006 fertig. Ein Filmkritiker beschrieb Giroud als den „neuen kubanischen Truffaut“ und „den besten Regisseur seiner Generation“. Im Jahr 2020 wurde der Film von der kubanischen Cinematheque als einer der zehn besten Filme in den Kategorien „Beste Kamera“ und „Bestes Produktionsdesign“ in 60 Jahren kubanischem Kino ausgewählt. Zudem wurde der Film von Kuba als Anwärter für den Auslands-Oscar 2008 ausgewählt, kam allerdings nicht auf die Shortlist.
Ein Jahr später drehte er den Film noir Omertá und begann mit der Arbeit an dem Projekt Der Begleiter, dessen Entwicklung und Finanzierung mehr als sechs Jahre in Anspruch nahm. Der Film wurde als kubanischer Beitrag für den Oscar in der Kategorie Bester fremdsprachiger Film bei der Oscarverleihung 2017 ausgewählt. Während der Entwicklung dieses Films war er Co-Regisseur von Playing Lecuona, einem Musikdokumentarfilm über den kubanischen Musiker Ernesto Lecuona, in dem die Jazzpianisten Michel Camilo, Chucho Valdés und Gonzalo Rubalcaba die Hauptrollen spielen.
Von 2012 bis 2019 arbeitete er mit der Künstlergruppe Los Carpinteros zusammen und führte bei allen ihren Filmen außer Einem Regie. Nach der Auflösung dieser Gruppe arbeitete Giroud weiterhin mit einem ihrer Mitglieder, Dagoberto Rodríguez, zusammen und führte Regie bei drei experimentellen Videos etwa Geometría Popular, das im März 2020 von der Sabrina Amrani Gallery online veröffentlicht wurde.
Die El Caso Padilla, die bei den 10. Platino Awards den Preis für den besten Dokumentarfilm gewann, dreht sich um das Selbstgeständnis des Dichters Heberto Padilla – ein historisches Ereignis, das lange Zeit unbekannt blieb. Der Dokumentarfilm feierte beim Telluride Film Festival Premiere und wurde anschließend auf anderen Festivals wie San Sebastián, dem Filmfestival in Rom und dem BAFICI gezeigt.
Sein Roman Habana Nostra erschien 2024 bei  der Traveler Publishing Group und wurde gleichzeitig bei Veranstaltungen in Madrid und auf der Miami Book Fair vorgestellt. Im Jahr 2024 führte Giroud Regie bei dem deutschen Film Comandante Fritz, über den Stasi-Offizier Fritz, der 1972 die Sängerin Lola bespitzelt, um einen Coup gegen Fidel Castro zu verhindern. Der Film feierte am 30. Juni 2025 seine Premiere beim Filmfest München im Wettbewerb Cinecopro. Anfang 2025 kritisierte er die Zensur in Kuba, die das Zeigen eines seiner Filme beim Havana Film Festival verhindert hätte.

## Filmografie (Auswahl)
- 1998: Receta de cocina (Kurzfilm, Regie, Buch, Schnitt)
- 1998: Rrring (Kurzfilm, Regie, Buch)
- 2002: Todo per ella (Kurzfilm, Regie, Buch)
- 2003: Tres veces dos: Uno (Kurzfilm, Regie, Buch)
- 2004: Tres veces dos (Regie, Buch)
- 2004: Del Río Zaida (Kurzfilm, Schnitt)
- 2004: Utopía (Kurzfilm, Schnitt)
- 2005: Esther Borja: Rapsodia de Cuba (Regie, Buch, Schnitt)
- 2005: Cualquier mujer (Kurzfilm, Schnitt)
- 2005: El intruso (Kurzfilm, Schnitt)
- 2006: La Edad de la peseta (Regie)
- 2008: Omertá (Regie, Buch)
- 2015: Playing Lecuona (Regie)
- 2015: El acompañante (Regie, Buch)
- 2022: El Caso Padilla (Regie, Buch)
- 2025: Comandante Fritz (Regie, Buch)

## Auszeichnungen (Auswahl)
- 2007: Publikumspreis des Lima Latin American Film Festival für La Edad de la peseta
- 2007: Cartagena Film Festival in der Kategorie Bester Film für La Edad de la peseta
- 2008: Nueva Vision Award des Santa Barbara International Film Festival für La Edad de la peseta
- 2008: Goya-Nominierung in der Kategorie Bester ausländischer Film in spanischer Sprache für La Edad de la peseta
- 2015: Montréal World Film Festival in der Kategorie Bester Dokumentarfilm für Playing Lecuona
- 2016: Internationales Festival des Neuen Lateinamerikanischen Films in der Kategorie Bestes Drehbuch für El acompañante
- 2016: Publikumspreis des Miami Film Festival für El acompañante
- 2016: Publikumspreis des Málaga Spanish Film Festival für El acompañante
- 2017: Premios ACE in der Kategorie Bestes Drehbuch für El acompañante
- 2023: Premio Platino del Cine Iberoamericano in der Kategorie Bester Dokumentarfilm für El Caso Padilla
- 2023: Miami Film Festival in der Kategorie Bester Dokumentarfilm für El Caso Padilla
- 2025: Filmfest-München-Nominierung im Wettbewerb Cinecopro für Commandante Fritz